# Deontay Wilder vs. Tyson Fury
Deontay Wilder vs. Tyson Fury fue una pelea de boxeo por el título mundial del CMB del peso pesado. Que tuvo lugar en el Staples Center en Los Ángeles (California) el 1 de diciembre de 2018. El invicto campeón de peso pesado del CMB, Deontay Wilder, enfrentó al invicto retador y excampeón de la AMB (Súper), OMB, IBF, IBO, The Ring y campeón lineal de peso pesado Tyson Fury.

## Antecedentes
Wilder hizo la tercera defensa de su título en enero de 2016 contra Artur Szpilka en el Barclays Center de Nueva York, una pelea en la que Fury estuvo presente. Al final de la pelea, después de que Wilder noqueara a Szpilka de manera devastadora, en un intento por construir una pelea futura, Fury saltó al ring y hubo un enfrentamiento cara a cara entre los dos, esta vez frente a la multitud que miraba y una audiencia televisiva en vivo. Fury agarró el micrófono antes de decirle a Wilder: "Sólo hay un Tyson Fury, ¿qué tienes que decir al respecto, Deontay?", Y Wilder respondió: "todos sabemos, Fury, esto es sólo un acto, no tengo miedo de nadie". ¡Y voy a ir a tu patio trasero para esa pelea, bebé! Fury continuó la diatriba verbal gritando: "en cualquier momento, en cualquier lugar, cuando estés listo, pelearé contigo en tu jardín trasero como lo hice con Klitschko. ¡Te venceré, vagabundo! ¡Eres un vagabundo!"Con varias personas ahora separando a ambos, Fury se quitó la chaqueta y la tiró al suelo mientras caminaba de un lado a otro hablando con Wilder en el ring.
Después de su acalorada discusión en Nueva York, una pelea entre los dos parecía inevitable en un futuro cercano, pero con Wilder obligado a enfrentar al retador obligatorio Alexander Povetkin y Fury obligado por una cláusula de revancha contractual con Klitschko, parecía que la pelea tendría que esperar, al menos hasta fin de año. Sin embargo, los próximos meses vieron a Fury posponer la revancha de Klitschko dos veces, la primera vez debido a una lesión en el tobillo en junio. La segunda vez fue después de que Fury fuera declarado médicamente incapacitado luego de una prueba positiva para la cocaína. Esto hizo que Fury dejara vacantes sus títulos restantes en octubre de 2016 y siguieran surgiendo problemas con la depresión, el alcohol y el aumento de peso excesivo, y Fury anunció su retiro del deporte sólo para cambiar de opinión en más de una ocasión. Fury finalmente recuperó su licencia de boxeo y fue autorizado a pelear nuevamente en diciembre de 2017 y comenzó a entrenar para su regreso.
Mientras tanto, Wilder había hecho seis defensas exitosas de su corona, incluida su pelea más reciente que terminó en un sorprendente nocaut en el primer asalto en una revancha con Stiverne y la séptima defensa siendo la mejor victoria de su carrera sobre el invicto cubano Luis Ortiz en marzo de 2018 a través de un nocaut en el décimo asalto. Después de la pelea, en ambas ocasiones Wilder provocó a Anthony Joshua, quien desde entonces se había convertido en campeón al recolectar los títulos de la FIB y la AMB que Fury había dejado vacantes en peleas contra Charles Martin y Klitschko, y Wilder manifestó su deseo de unificar los títulos diciendo "El mundo quiere a Wilder y Joshua,¡quiero a Joshua! Joshua, ven a verme, nene, no te escondas más, ni más esquivamientos, ni más excusas, hagamos que la pelea se desarrolle y veamos quién es el mejor, lo sé. "Soy el mejor, ¿estás listo para el examen?" Más tarde, ese mismo mes, Joshua derrotó al invicto Joseph Parker por decisión unánime en un combate de unificación consiguiendo el título de la OMB. Sin embargo, después de varios meses de negociaciones en última instancia infructuosas con el promotor de Joshua, Eddie Hearn, Wilder y el gerente Shelly Finkel tuvieron que buscar en otra parte y Joshua optó por hacer una defensa contra Povetkin que se llevaría a cabo el 22 de septiembre, mientras Fury regresó a la acción el 9 de junio después de una pausa de dos años y medio desde su victoria sobre Klitschko, deteniendo a Sefer Seferi en cuatro asaltos.
El 27 de junio de 2018, Fury le envió a Wilder un mensaje en un video de Instagram que decía: "Me disculparé en nombre de Eddie Hearn y Anthony Joshua porque son del mismo país que yo, no pelearán contigo. ¡Pídale a su jefe que me envíe el contrato y le mostraré cuánto tiempo se tarda en firmarlo! ¡Quiero pelear contra lo mejor que este país ha llamado a mi puerta y ver si el Rey Gitano no responde! La bola está en tu cancha". Alrededor de este tiempo, Fury y Wilder discutieron personalmente una posible pelea en privado, y sus dos equipos comenzaron las conversaciones para una pelea que se llevaría a cabo antes de fin de año.

## Desarrollo de la pelea
Para agosto de 2018, tanto Wilder como Fury habían acordado una pelea y, con Fury programado para la segunda pelea de su regreso contra el excampeón mundial Francesco Pianeta el 18 de agosto en la cartelera de Carl Frampton contra Luke Jackson en el Windsor Park de Belfast, Wilder iba a estar en primera fila para comenzar la promoción de la pelea con Fury. Después de una cómoda victoria sobre Pianeta, hubo una segunda confrontación entre los dos con Fury diciendo, "somos dos hombres que pelearán con cualquiera, este hombre ha estado tratando de hacer una gran pelea con el otro tonto, creo que todos sabemos de quién estamos hablando. Pero escuchen, llamaron, respondí, yo dije que envíen el contrato, lo enviaron y yo dije que sí. Llegué aquí esta noche, pero cuando llegue a Estados Unidos, una cosa que puedo prometer es que ¡te estoy tirando al carajo! "Wilder respondió diciendo: "Hay una cosa que Tyson Fury nunca ha tenido y es el cinturón del CMB, y si alguna vez piensa en tenerlo, es mejor que se despierte y se disculpe porque nunca lo tendrá. No puedo esperar para pelear contigo porque te voy a noquear, como le hice a todos los que entraron al ring conmigo, nunca has sido vencido, pero lo serás cuando veas lo que es ser golpeado por el Bombardero de Bronce. "Antes de que Fury le dijera a Wilder: "No puedes vencer lo que no puedes golpear, este hombre no pudo darme un golpe esta noche. Te lo prometo, me quedo con el título del CMB, lo devolveré y ¡Defiéndelo aquí mismo en Belfast! Luego, ambos posaron para los fotógrafos y tuvieron un careo antes de darse la mano, con el promotor de Fury, Frank Warren, afirmando que la pelea estaba cerrada al cien por cien, con una fecha y lugar que se anunciarán próximamente.
El 27 de septiembre, finalmente se anunció oficialmente que la pelea se llevaría a cabo el 1 de diciembre, siendo elegido el Staples Center de Los Ángeles, que ganó los derechos antes que las sedes de Las Vegas y Nueva York.